# 卡斯馬
卡斯馬（Casma）是秘魯的城市，位於該國西部，由安卡什大區負責管轄，面積1,204.85平方公里，海拔高度210米，考古學家於2008年2月在該鎮發現歷史可追溯至5,500年前的典禮廣場。